# لی یی (بازیکن فوتبال)
لی یی (متولد ۲۰ ژوئن ۱۹۷۹)، مربی فوتبال و بازیکن سابق چینی است که در حال حاضر سرمربی تیم سیچوان جیونیو در لیگ یک چین است. او همچنین یک میم اینترنتی در چین با نام مستعار امپراتور لی یی بزرگ. یک بایدو تیبا که به نام او نامگذاری شده است به دلیل تعداد زیاد دنبال کنندگانش مشهور است که اغلب در انجمن های اینترنتی شرکت می کنند.